# Дорослий учень
Дорослий учень або, частіше, зрілий учень — це людина старшого віку, залучена до різних форм навчання. Дорослі учні підпадають під певний критерій досвідченості та не завжди мають диплом про середню освіту. Багато дорослих учнів повертаються до школи, щоб отримати диплом або здобути новий.
Малькольм Ноулз своїй роботі «Андрагогіка» виокремив дорослих учнів на відміну від підлітків та дітей. Він сформулював 5 припущень про дорослого учня. До них відносяться: Я-концепція, досвід дорослого учня, готовність до навчання, орієнтація на навчання та мотивація до навчання.

## Критерії
У США дорослі учні належать до категорії нетрадиційних студентів, яких Національний центр статистики освіти визначає як таких, що відповідають принаймні одному з наступних семи критеріїв:
- Затримує зарахування на навчання (не вступає до вищого навчального закладу в той самий календарний рік, коли вони закінчили середню школу).
- Частково відвідує заняття, принаймні частину навчального року.
- Під час навчання працює повний робочий день (35 годин або більше на тиждень).
- Вважається фінансово незалежним з метою визначення права на отримання фінансової допомоги.
- Має утриманців, крім чоловіка/ дружини (зазвичай це діти, але іноді й інші).
- Є батьком-одинаком (або не одружений, або одружений, але розлучений і має утриманців).
- Не має атестата про середню освіту (закінчив середню школу з атестатом про повну загальну середню освіту або іншим документом про закінчення середньої школи або не закінчив середню школу).

Не всі нетрадиційні учні є дорослими, але дорослі учні вважаються нетрадиційними учнями. Це може бути пов'язано з широким спектром культурного, професійного та освітнього досвіду.
У Великій Британії студент зазвичай вважається зрілим, якщо він є студентом (бакалаврату), якому виповнилося щонайменше 25 років на момент початку навчання або в ірландському випадку на перше січня року вступу і, як правило, не відвідували школу принаймні два роки. Звичайні вимоги до вступу для випускників шкіл, які бажають отримати ступінь бакалавра, часто не застосовуються до зрілих студентів.

## У вищих навчальних закладах
Вплив суспільства, що швидко змінюється, відображається у зростанні кількості дорослих, які навчаються на заочній формі навчання у вищому навчальному закладі.
Дослідження показали, що протягом останніх кількох десятиліть відбувся перехід від традиційного студентства до більш різноманітних груп населення, які зазвичай працюють неповний робочий день, повний робочий день та/або мають сімейні обов'язки. Це явище створило більшу групу дорослих учнів, які відвідують коледжі та стикаються з безліччю труднощів, пов'язаних із їхньою освітою.
Дорослих студентів часто називають нетрадиційними студентами вищої освіти. Дорослі студенти відрізняються від традиційних студентів, яким, як правило, менше 25 років, вони навчаються на денній формі, не працюють повний робочий день, коли навчаються на курсах, і мають мало, якщо взагалі мають, сімейних обов'язків. У 2008 році 36 % студентів після середньої школи були віком 25 років і старше, а 47 відсотків були незалежними студентами.

## Особливі характеристики
Вважається, що дорослі учні «перебувають у перехідному стані», намагаючись удосконалити себе, досягнувши вищого рівня освіти, щоб просунутися в професійному середовищі. Їхні очікування вищі, ніж у звичайних студентів, тому що вони краще розуміють, чого вони хочуть і чого очікують від своєї освіти. Однак вони також мають вищий рівень тривоги та тиску, щоб відповідати необхідним очікуванням за коротший проміжок часу, одночасно виконуючи інші обов'язки.
Дорослі учні зазвичай мають більше життєвого досвіду. Стикаючись з новими знаннями чи досвідом, дорослі учні тлумачать нове значення на основі свого більшого життєвого досвіду.

## Потенційні проблеми, з якими стикаються дорослі учні
Існує багато проблем, з якими стикаються дорослі учні, як-от сімейні зобов'язання, робота, фінансові бар'єри, брак часу, підтримки та чіткого розуміння того, як усе це збалансувати, особливо якщо вони все ще хочуть мати якесь соціальне життя.
Іншим великим викликом є постійно мінливий технологічний світ, у якому ми зараз живемо. Для дорослого учня, якому вже за 40, він виріс у світі, де наша залежність від технологій не існувала. Дистанційне навчання було недоступним, але зараз це одне з основних джерел освіти дорослих.